# Ostpreussisches Landesmuseum
Ostpreussisches Landesmuseum (Østpreussiske Landsmuseum) i Lüneburg, Niedersachsen i Tyskland blev etableret i 1987 som videreudvikling af Ostpreussischen Jagdmuseum (Østpreussiske Jagtmuseum) skabt af skovrider Hans Loeffke. Museet dokumenterer og mindes den tidligere tyske provins Østpreussens historie, kunst og kultur, men også landskabet og dyrelivet. Siden foråret 2009 er museets direktør historikeren Dr. Joachim Mähnert.